# 퍼펙트 맨 (2005년 영화)
《퍼펙트 맨》(영어: The Perfect Man)은 미국에서 제작된 마크 로즈먼 감독의 2005년 로맨틱 코미디 영화이다. 힐러리 더프, 헤더 로클리어, 크리스 노스 등이 출연하였고, 마크 플랫 등이 제작에 참여하였다.

## 줄거리
엄마 진이 남자와 안 좋게 헤어질 때마다 이사하는 것에 지친 홀리는 진의 기운을 북돋워 뉴욕 집을 사수하기 위해 친구의 삼촌 벤에 기반한 가짜 인물을 생성하여 진에게 이메일을 보내기 시작한다. 

## 출연
- 힐러리 더프 - 홀리 해밀턴 역
- 헤더 로클리어 - 진 해밀턴 역
- 크리스 노스 - 벤 쿠퍼 역
- 마이크 오맬리 - 레니 호턴 역
- 벤 펠드먼 - 애덤 포러스트 역
- 버네사 렌지스 - 에이미 펄 역
- 캐럴라인 레이 - 글로리아 역
- 카슨 크레슬리 - 랜스 역
- 킴 휘틀리 - 덜로리스 역
- 아리아 월리스 - 조이 역
- 매기 캐슬

## 기타 제작진
- 협력 제작: 트로이 롤런드
- 배역: 낸시 클로퍼
- 미술: 야스나 스테퍼노빅
- 의상: 마리실비 더보